# Lithocarpus elmerrillii
Lithocarpus elmerrillii là một loài thực vật có hoa trong họ Cử. Loài này được Chun mô tả khoa học đầu tiên năm 1947.